# スコット郡 (イリノイ州)

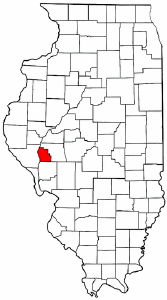
イリノイ州内の位置

スコット郡（英: Scott County）は、アメリカ合衆国イリノイ州に位置する郡である。人口は5,092人（2015年推計）。郡庁所在地はウィンチェスターである。

## 地理
アメリカ合衆国統計局によると、この郡は総面積655 km2 (253 mi2) である。このうち650 km2 (251 mi2) が陸地で5 km2 (2 mi2) が水地域である。総面積の0.73%が水地域となっている。

## 人口動静
2000年国勢調査で、この郡は人口5,537人、2,222世帯、及び1,562家族が暮らしている。人口密度は9/km2 (22/mi2) である。4/km2 (10/mi2) の平均的な密度に2,464軒の住宅が建っている。この郡の人種的な構成は白人99.46%、アフリカン・アメリカン0.04%、先住民0.14%、アジア0.13%、太平洋諸島系0.00%、その他の人種0.04%、及び混血0.20%である。ここの人口の0.18%はヒスパニックまたはラテン系である。
この郡内の住民は25.10%が18歳未満の未成年、18歳以上24歳以下が7.80%、25歳以上44歳以下が27.30%、45歳以上64歳以下が23.30%、及び65歳以上が16.50%にわたっている。中央値年齢は38歳である。女性100人ごとに対して男性は93.30人である。18歳以上の女性100人ごとに対して男性は92.00人である。
この郡の世帯ごとの平均的な収入は36,566米ドルであり、家族ごとの平均的な収入は42,924米ドルである。男性は30,099米ドルに対して女性は21,385米ドルの平均的な収入がある。この郡の一人当たりの収入 (per capita income) は16,998米ドルである。人口の9.70%及び家族の6.50%は貧困線以下である。全人口のうち18歳未満の13.10%及び65歳以上の6.30%は貧困線以下の生活を送っている。

## 都市及び町
- ウィンチェスター
- グラスゴー
- マンチェスター
- Alsey
- Bluffs
- Exeter
- Naples